# وحید فقیر
وحید فقیر (انگلیسی: Wahid Faghir؛ زادهٔ ۲۹ ژوئیهٔ ۲۰۰۳) بازیکن فوتبال افغان‌تبار اهل دانمارک است که در پست مهاجم بازی می‌کند.
وی همچنین در تیم‌های ملی فوتبال زیر ۱۶، زیر ۱۷، زیر ۱۸ و زیر ۲۱ سال دانمارک بازی کرده‌است.

## زندگی شخصی
فقیر در وایله، دانمارک متولد شد. پدر و مادر او هر دو افغانستانی هستند و از حکومت طالبان به دانمارک گریخته‌اند.